# Neuroloma adamsianum
Neuroloma adamsianum là một loài rêu trong họ Andreaeaceae. Loài này được Andrz. ex Ledeb. mô tả khoa học đầu tiên năm 1841. Danh pháp khoa học của loài này chưa được làm sáng tỏ. 